# نقيل علي صلاح (فرع العدين)

تعديل مصدري - تعديل

نقيل علي صلاح محلة تابعة لقرية الفصور، التابعة لعزلة بني يوسف بمديرية فرع العدين إحدى مديريات محافظة إب في الجمهورية اليمنية، بلغ تعداد سكانها 20 حسب تعداد اليمن لعام 2004.